# Cel ales
Cel ales este un film românesc din 2015 regizat de Cristian Comeagă.
Rolurile principale au fost interpretate de actorii Laura Cosoi, Nicodim Ungureanu, Olimpia Melinte, Bogdan Stanoevici. 

## Rezumat
Povestea filmului începe în anii 1980, când domnul X (Bogdan Stanoevici) a fost ajutat să fugă din țară tocmai de cei care erau puși să-l țină în ea cu orice preț. Ani mai târziu, i-au cerut un favor, la schimb: o crimă. S-a împotrivit întâi, apoi s-a conformat, dar ezitarea l-a costat scump: l-au declarat mort, în timp ce el a trebuit să părăsească țara de adopție, renunțând la identitate, la familie, la toată viața sa. Credea că a pierdut totul, dar a descoperit recent că mai are încă mult de pierdut.
În prezent,  domnul X conduce, alături de o tânără necunoscută (Laura Cosoi), o mașină printr-o țară care nu mai e a lui, în căutarea ieșirii din labirintul în care a intrat cu treizeci de ani în urmă.

## Distincții
Anul 2015 a adus mai multe disitincții pentru Cel ales, în cadrul Los Angeles Cinema Festival of Hollywood: cel mai bun lungmetraj, cel mai bun regizor și producător (Cristian Comeagă), cea mai buna imagine (Gabriel Kosuth), cea mai buna muzică originală (Marius Leftărache).
Tot în 2015, filmul a obținut premiul Rising Star Award pentru lungmetraj acordat la Festivalul Internațional de Film din Canada, iar în cadrul Filmmaker Festival of World Cinema Milano i-au fost acordate Premiul pentru cel mai bun film de ficțiune străin și Premiul pentru cel mai bun machiaj și cea mai bună coafură.

## Distribuție
Distribuția filmului este alcătuită din:
- Mihai Răzuș — Agent Petrache
- Ilie Galea — Tata
- Florentin Roman — Deținut
- Laura Cosoi — Nora
- Bogdan Stanoevici — X
- Mohamed Jbara — Barmanul
- Liviu Manoliu — Ducu Modreanu
- Marioara Sterian — Mathilde
- Puiu Mircea Lăscuș — Recepționerul
- Mariana Liurcă — Dna. Varga
- Petrică Lupu — Dl.Varga
- Florin Kevorkian
- Cristian Gheorghe — Omul lui Escu
- Carmen Fulger — Funcționara
- George Remeș — Carol
- Constantin Drăgănescu — Chelner
- Alina Berzunțeanu — Mama lui X
- Cristian Toma — Agent Mihalcea
- Olimpia Melinte — Marcela
- Alexandru Mărgineanu — Bojin
- Mădălina Constantin — Soția lui X
- Stéphane Luçon — Tenismen ucis
- Florin Șerbănescu — Deținut mut
- Nicodim Ungureanu — Escu
- Ion Haiduc — Dr. Molnar
- Bogdan Alexandru Talasman — Bobocea
- Paul Ionescu — Prof.Perju